# Pernille Bech Christensen
Pernille Bech Christensen (4. april 1959) er en dansk filmklipper.

## Hæder
- Robert for årets klipper for filmen Elsker dig for evigt i 2003 - vundet[1]
- Robert for årets klipper for filmen Den skaldede frisør (2013) - nomineret

## Filmografi
- Kurt og Valde (1983)
- Under uret (1985)
- De saliges ø (1986)
- Rued Langgaard (1986)
- Ved vejen (1988)
- I Fridtjof Nansens fodspor over Indlandsisen (1988)
- Freud flytter hjemmefra (1991)
- Retfærdighedens rytter (1989)
- Brev til Jonas (1992)
- Det bli'r i familien (1993)
- Abra kadabra (1995)
- Pensionat Oskar (1995)
- Den usynlige stemme (1997)
- Frøken Smillas fornemmelse for sne (1997)
- Drømmene i Bjæverskov (1997)
- Riget II (1997)
- Gaias børn (1998)
- Den eneste ene (1999)
- Den femte port (2000)
- Hånden på hjertet (2000)
- Den højeste straf (2000)
- Den 5. kvinde (2002)
- Elsker dig for evigt (2002)
- Ulykken (2003)
- Screaming men (2003)
- Brødre (2004)
- I soldatens fodspor (2005)
- Efter brylluppet (2006)
- Things We Lost in the Fire (2007)
- Too young to die (2007)
- Den du frygter (2008)
- Tomme rum (2008)
- Pers metode (2008)
- Træneren (2009)
- Hævnen (2010)
- Thors saga (2011)
- Love addict - historier om drømme, besættelse og længsel (2011)
- Den skaldede frisør (2012)
- Sepideh - Drømmen om stjernerne (2013)
- Krigskampagnen (2013)
- The Salvation (2014)
- 1989 (2014)
- Serena (2014)
- En chance til (2015)
- Badehotellet (2015-2017) - sæson 3 og 4
- Bedre skilt end aldrig (2016)
- Dicte (2016) - sæson 3
- The Model (2016)
- Næste sommer (2017)
- Grethe (2017)
- Den anden side (2017)
- Hjertelandet (2018)
- DNA (2019)